# 碧海的AiON
《碧海的AiON》（日语：碧海のAiON）是漫畫家影崎由那的作品，在富士見書房《月刊Dragon Age》2008年8月號至2012年8月號連載。

## 故事
食“虫”的谜之女高中生宫崎星音，默默生活在纸板箱内，过着露宿街头的生活。性格和生活方式尽是谜团！知道这位少女秘密的同级生达哉，被某件事情指引着！？海边街道不可思议的相遇，神秘的校园传奇幻想曲！！

## 出場人物

### 主要角色
- 津川達哉（つかわ たつや）
- 宮崎星音（みやさき セ－ネ）
- 希拉 梅布里克 荻原

### 津川家

#### 本家
- 津川達哉

詳見"津川達哉"
- 津川龍彥
- 津川羽海

#### 分家
- 津川みなき
- 津川修輔
- みなき之母

## 外部連結
- （日語） 富士見書房｜碧海のAiON （页面存档备份，存于），富士見書房網站上的介紹。